# 波特梅里恩
波特梅里恩 （Portmeirion）是北威尔士圭内斯郡彭林代德赖斯（Penrhyndeudraeth）社区的一个意大利风格的旅游村庄。它是北威尔士的一个主要旅游景点，由克拉夫·威廉斯-艾利斯爵士设计，建于1925年至1975年间，现在由一家慈善信托机构拥有。该村位于德怀里德河（River Dwyryd）的河口灣,在波斯马多格（Porthmadog）东南2英里（3.2）,距离明福德火车站（Minffordd railway station）1英里（1.6）。波特梅里恩曾是许多电影和电视节目的拍摄地，其中最著名的是1960年代的电视节目《密諜》里的（The Prisoner）“村子”。

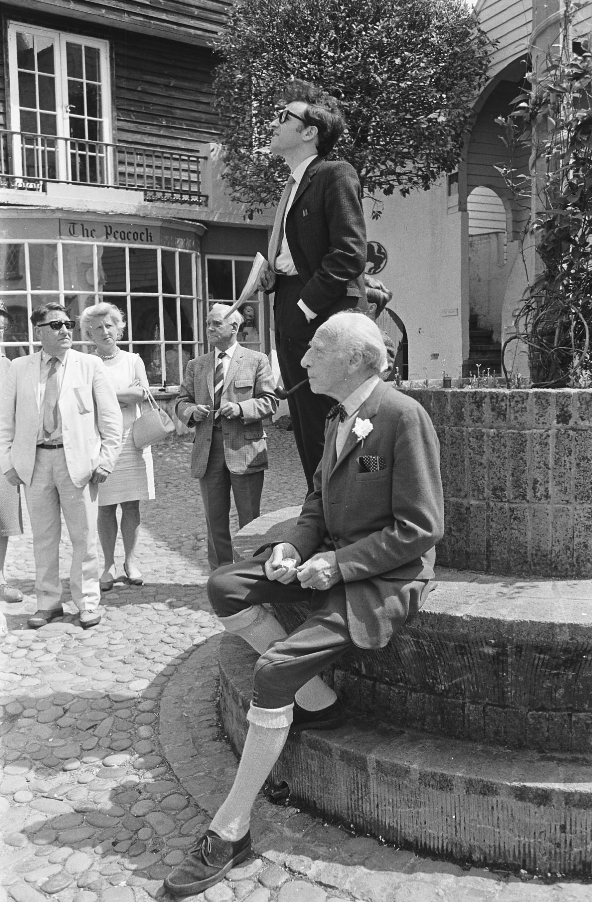
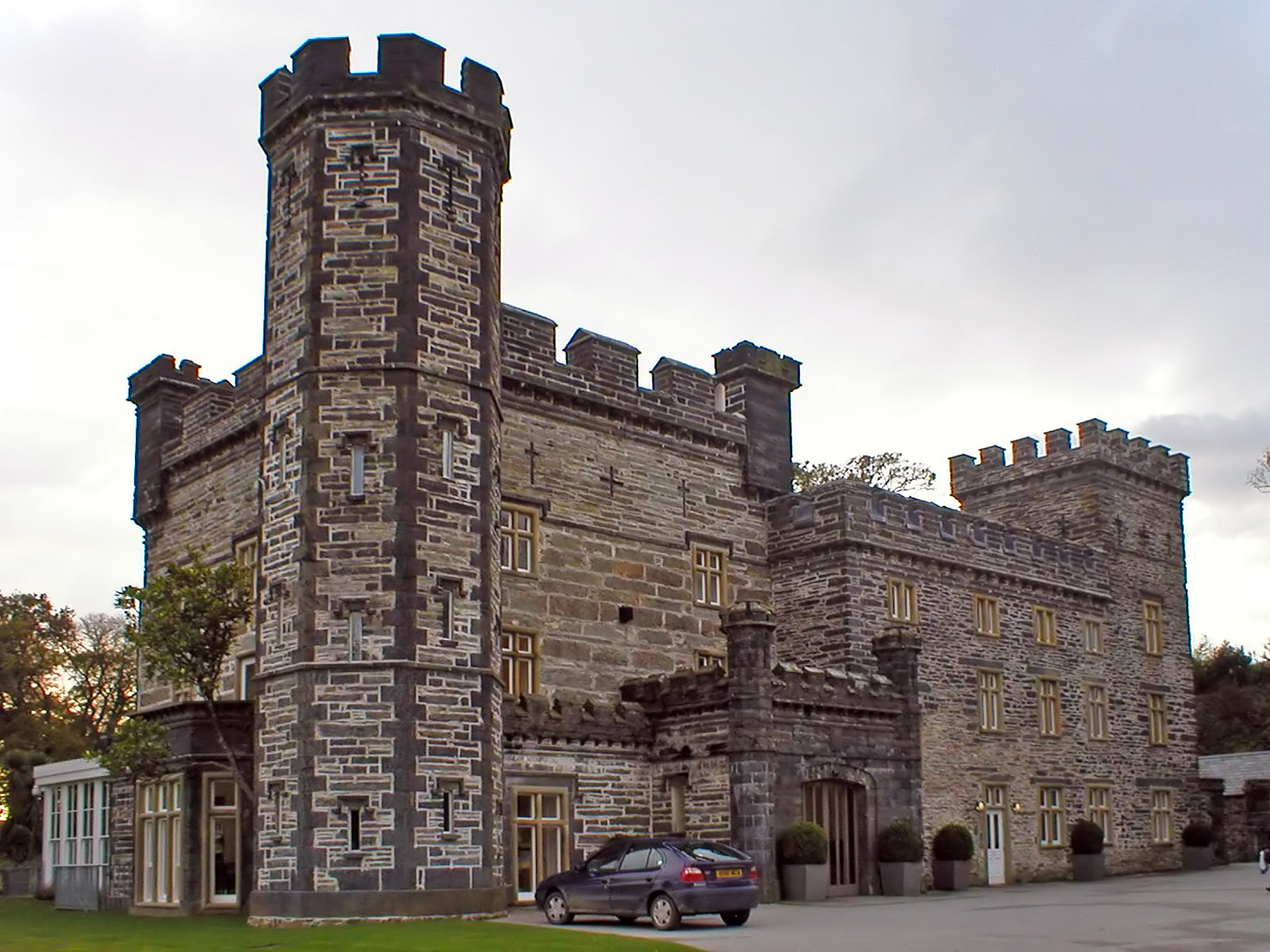
德多拉斯城堡
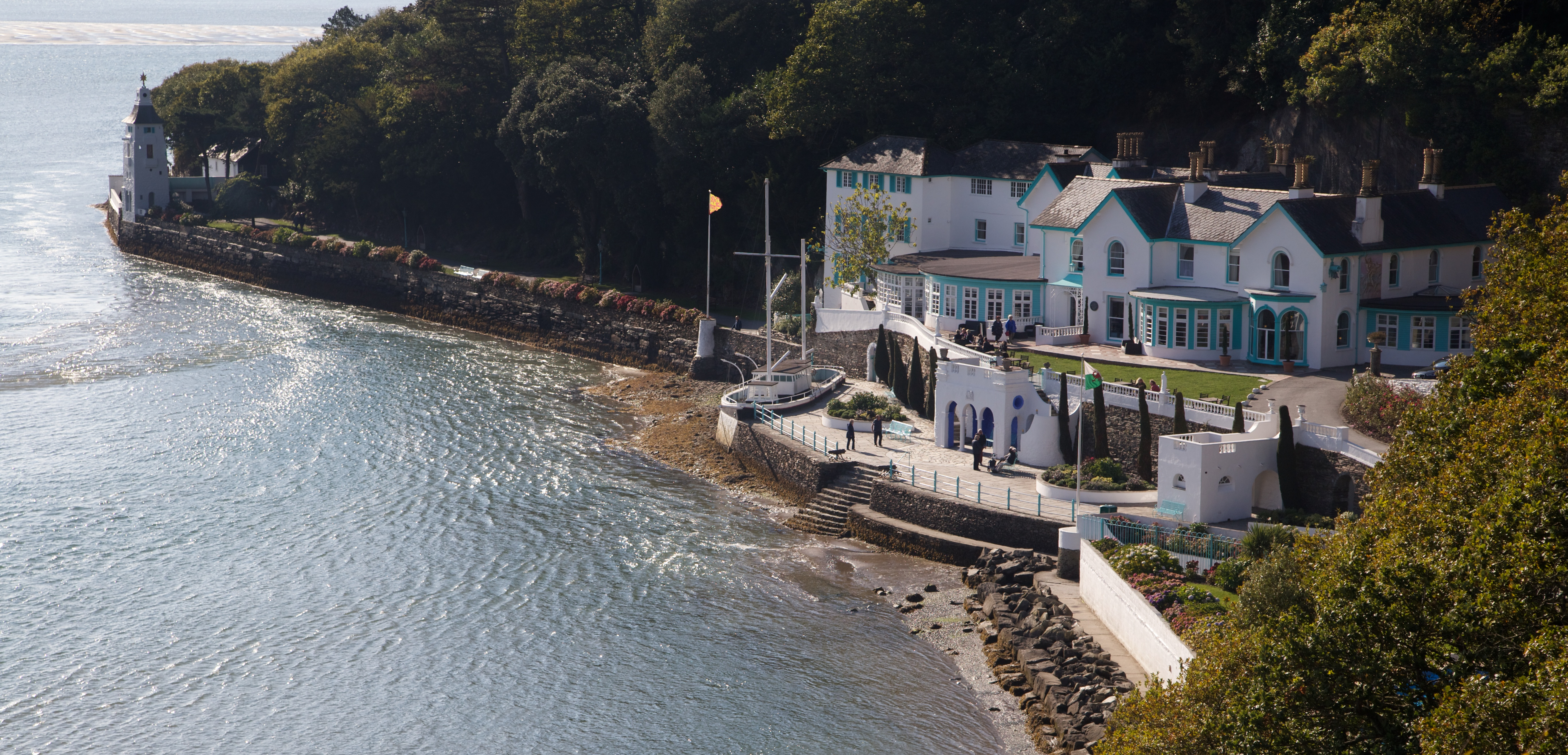
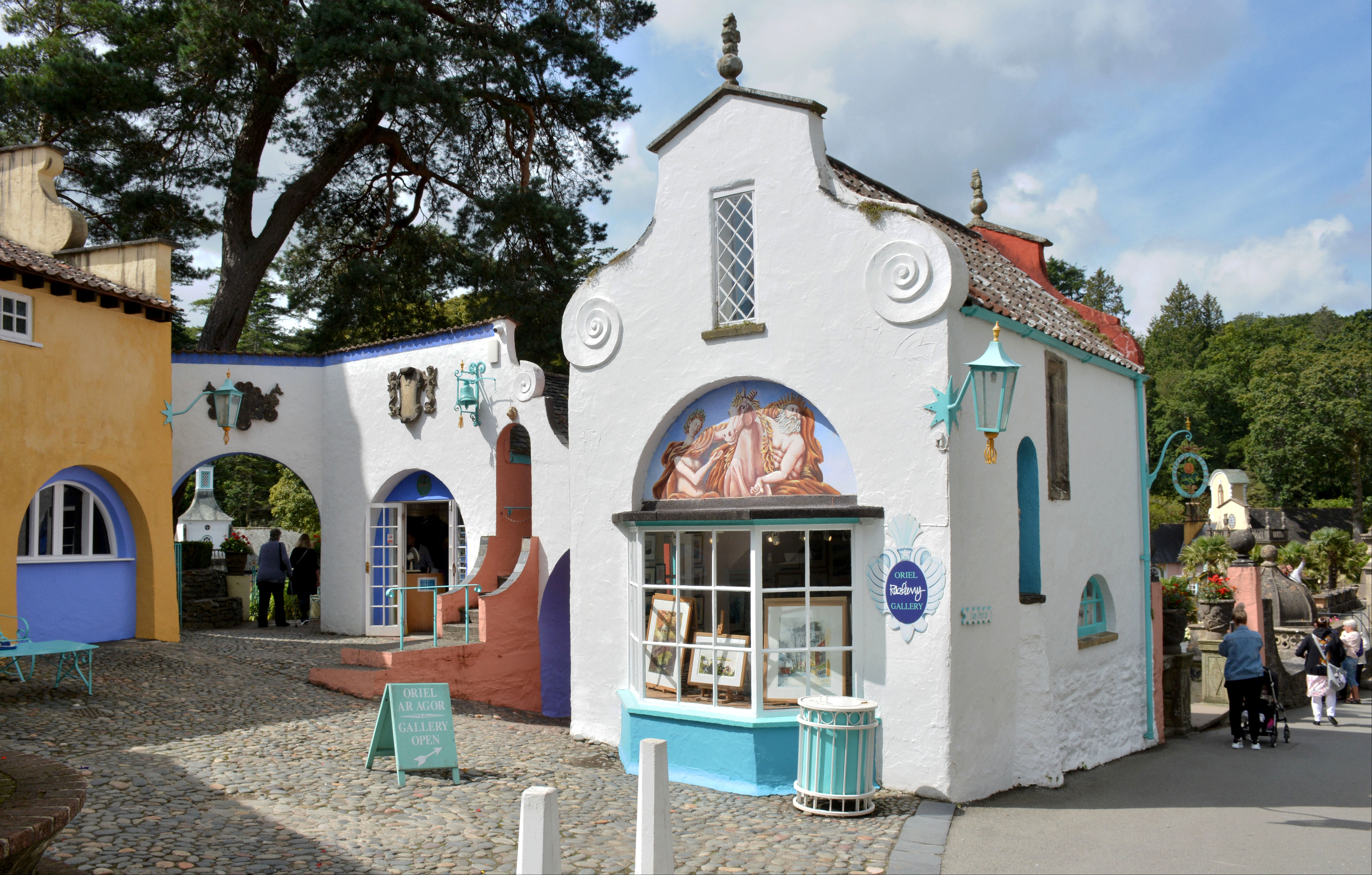
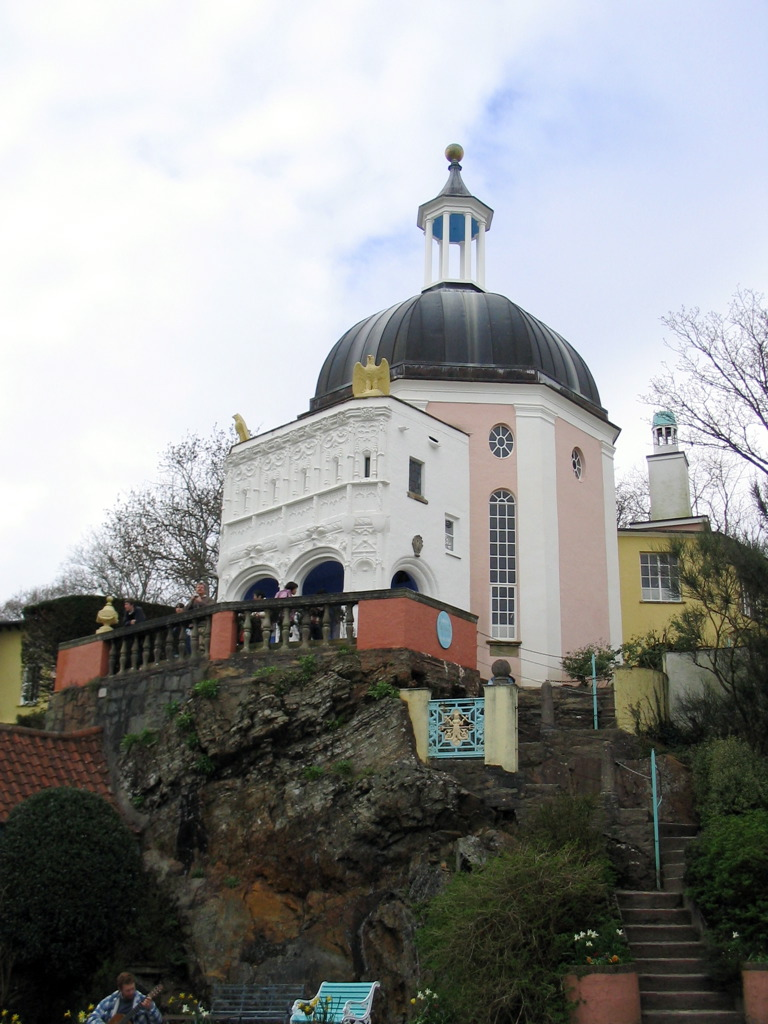
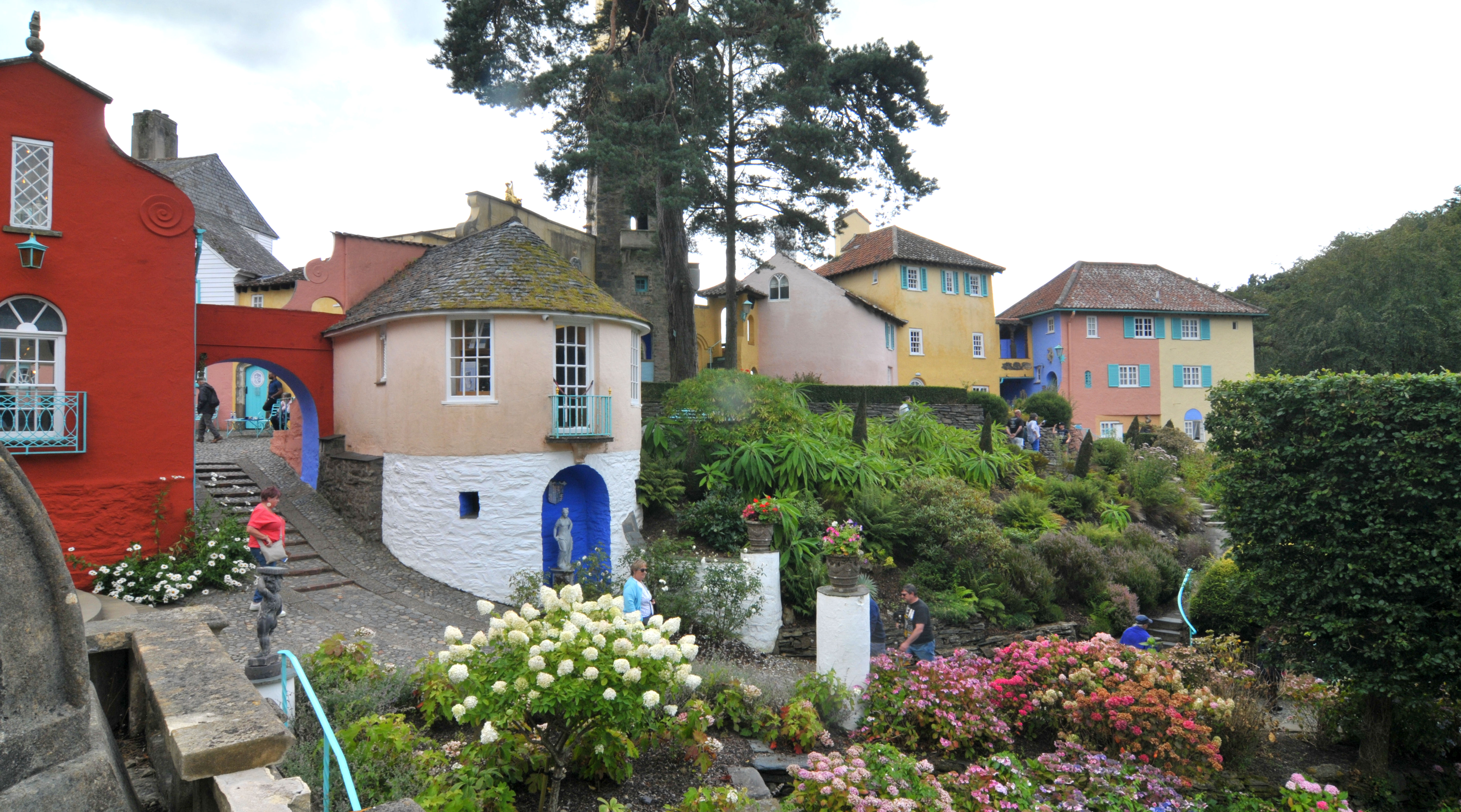
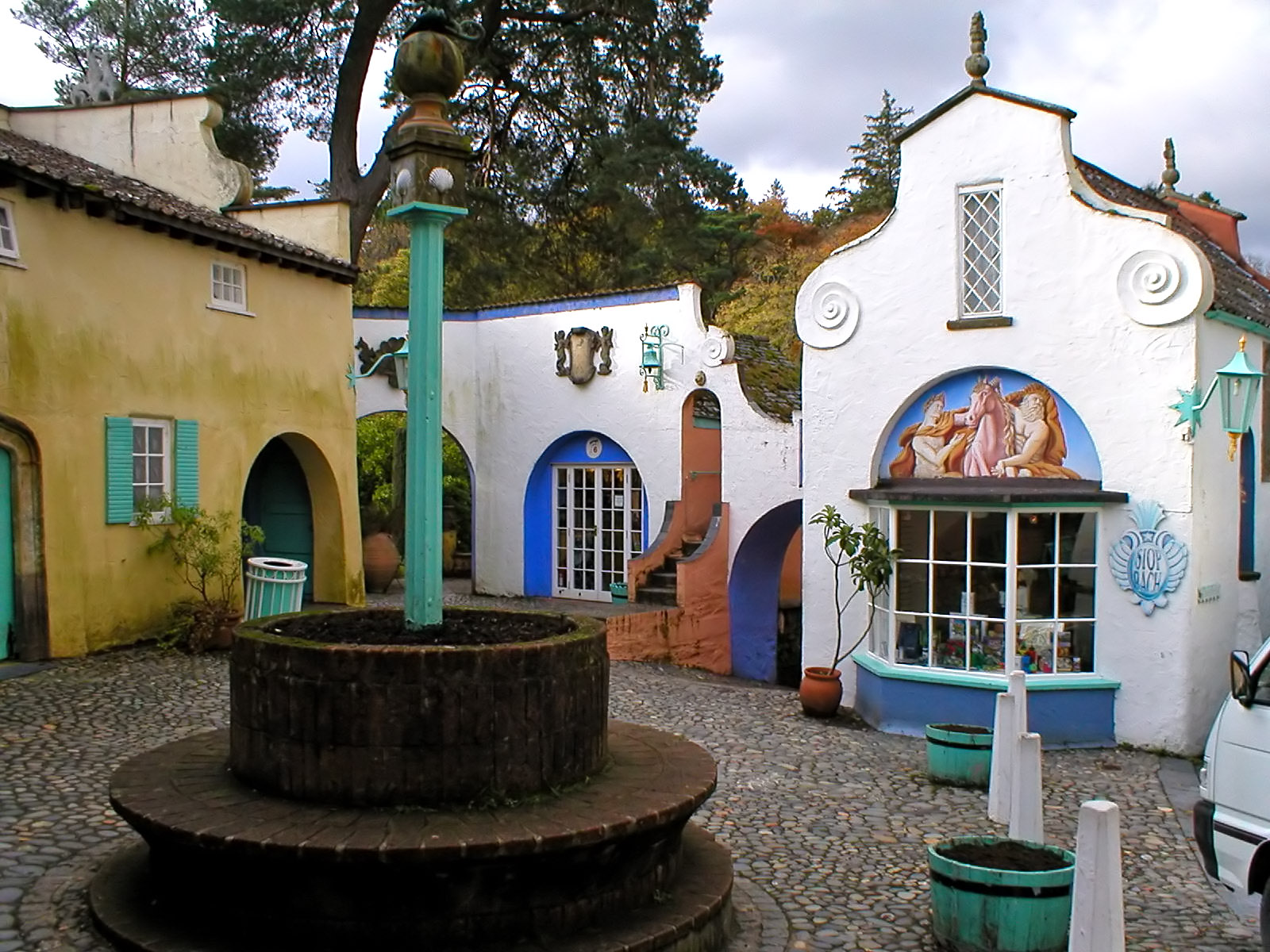
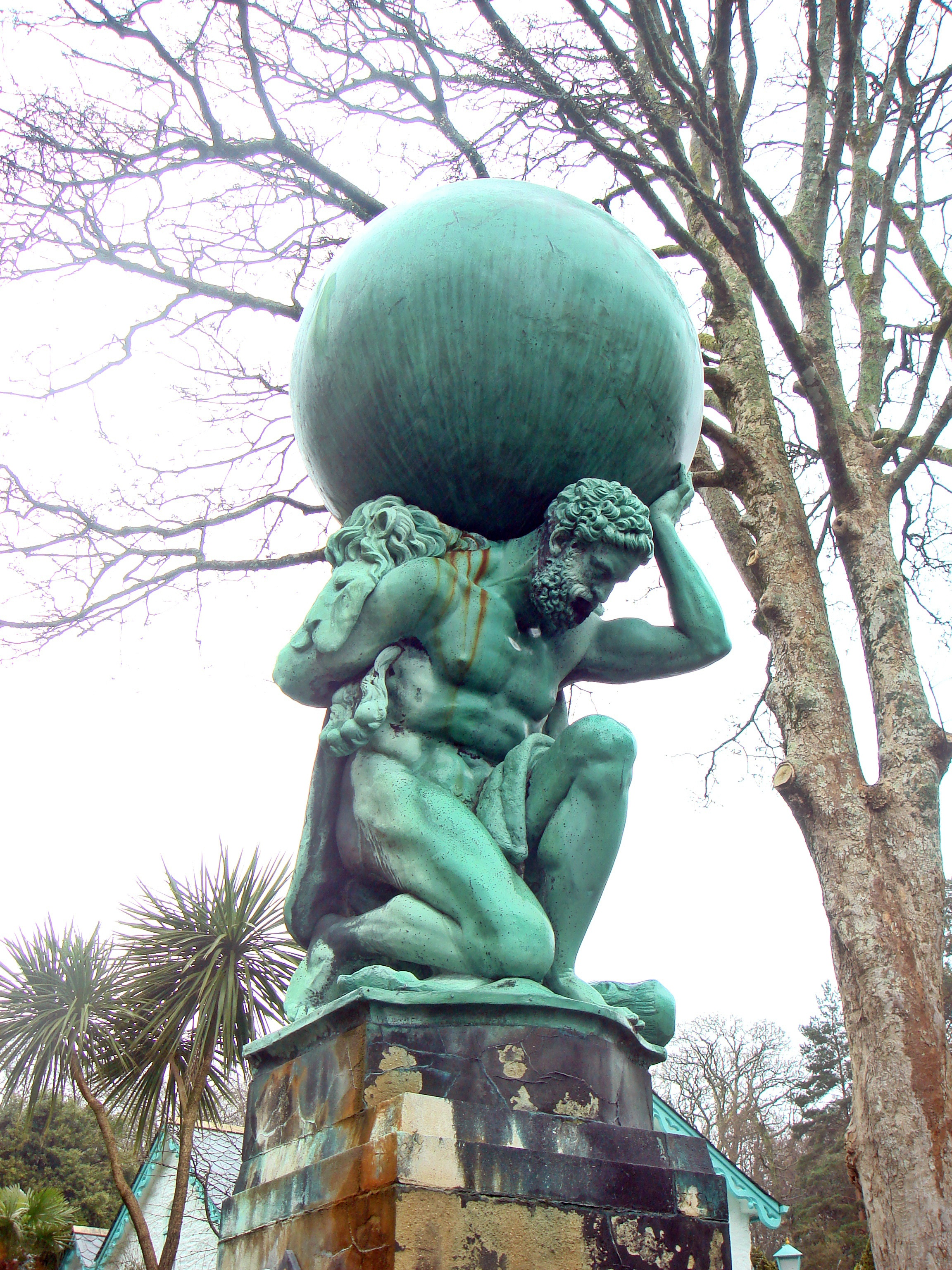
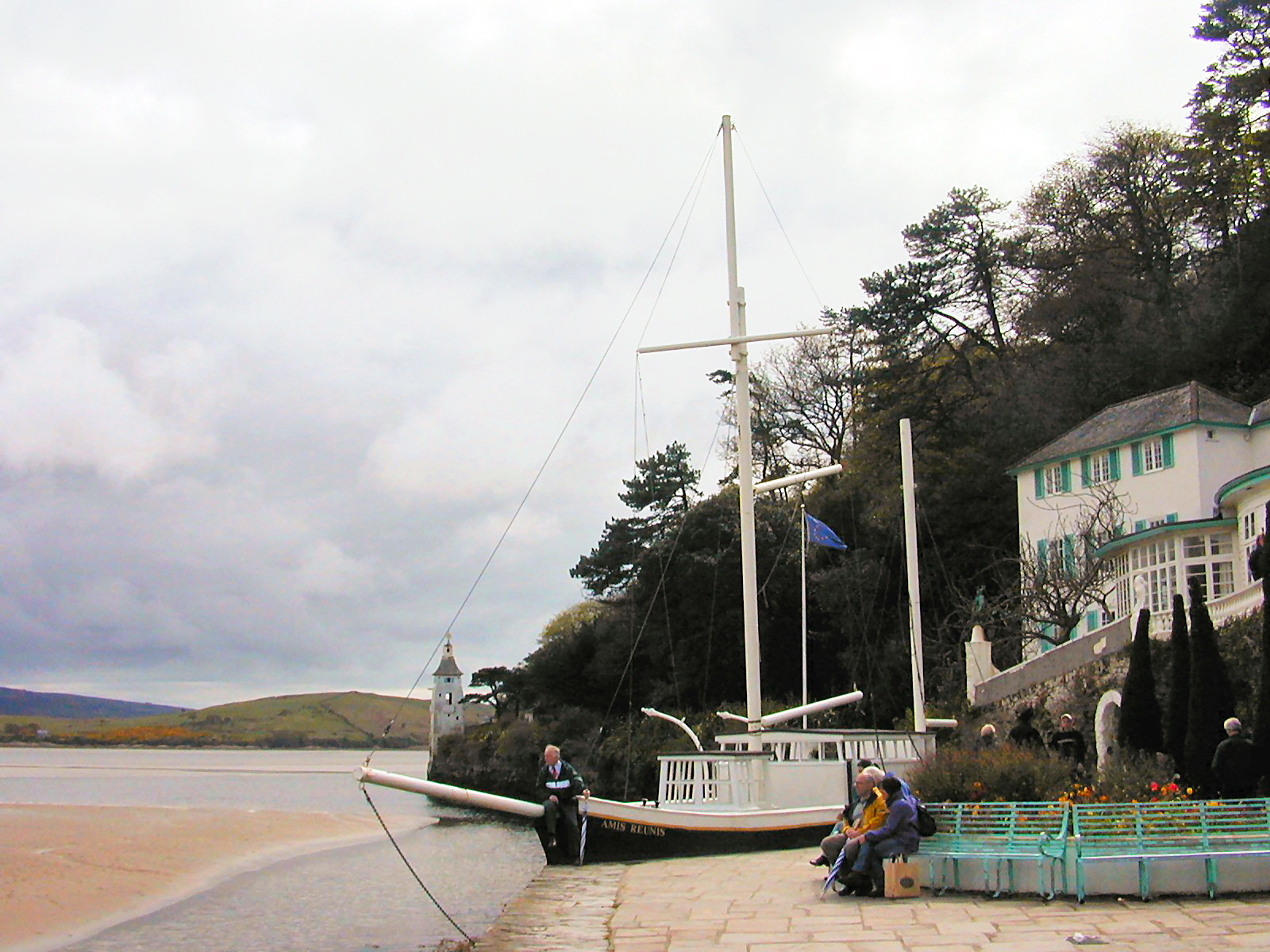